# Sečanj
Sečanj (in serbo Сечањ?, in ungherese Torontálszécsány, in romeno Secanj) è una città e una municipalità del distretto del Banato Centrale nella parte orientale della provincia autonoma della Voivodina, al confine con la Romania.